# W.H. Riehl
Wilhelm Heinrich Riehl (fra 1883 von Riehl, født 6. maj 1823, død 16. november 1897) var en tysk journalist, forfatter og kulturhistoriker.
Riehl studerede teologi, filosofi og musik i Marburg og Göttingen, kulturhistorie i Bonn, hvor
Dahlmann og Kinkel fik indflydelse på ham, blev derpå journalist og redigerede 1851—54 Allgemeine Zeitung. Sidstnævnte år blev han professor i statsvidenskab i München, 1859 i kulturhistorie og 1885 direktør for det kongelige Bayerisches Nationalmuseum. I 1883 blev han adlet. Som kulturhistorisk novellist vandt Riehl et højt anset navn; han forstod at sammensmelte til formfuld helhed det kulturhistoriske stof med sine digteriske ideer, og hans noveller, for eksempel Der Stadtpfeifer, Ovid bei Hofe, Der stumme Ratsherr, Der Leibmusikus osv. er 1923 blevne udgivne i en ny samlet udgave. Han har desuden skrevet et stort socialpolitisk værk, Naturgeschichte des Volkes, Ungeschriebne Briefe in Geschichte aus alter Zeit, Die deutsche Arbeit og nogle romaner, som Geschichte von Eisele und Beisele og Ein ganzer Mann. Vigtig til bedømmelsen af Riehls personlighed er Religiöse Studien eines Weltkindes.